# Tracy Duncan
Tracy Duncan (Winnipeg, 12 de noviembre de 1971) es una deportista canadiense que compitió en remo. Ganó dos medallas en el Campeonato Mundial de Remo, en los años 1993 y 1999.

## Palmarés internacional
| Campeonato Mundial | Campeonato Mundial       | Campeonato Mundial | Campeonato Mundial        |
| Año                | Lugar                    | Medalla            | Prueba                    |
| ------------------ | ------------------------ | ------------------ | ------------------------- |
| 1993               | Račice (República Checa) | Medalla de plata   | Cuatro sin timonel ligero |
| 1999               | St. Catharines (Canadá)  | Medalla de bronce  | Cuatro scull ligero       |